# Nola poliotis
Nola poliotis är en fjärilsart som beskrevs av George Francis Hampson 1907. Nola poliotis ingår i släktet Nola och familjen trågspinnare. Inga underarter finns listade i Catalogue of Life.